# هيرمان ريكاناجيل
هيرمان ريكناجيل (18 يوليو 1892 - 23 يناير 1945) كان جنرالًا ألمانيًا خلال الحرب العالمية الثانية وحصل على وسام الفارس الصليبي الحديدي بأوراق البلوط والسيوف ألمانيا النازية. تم إطلاق النار عليه وقتل من قبل البارتزيان البولنديين في 23 يناير 1945 في بولندا التي تحتلها ألمانيا.

## الجوائز
- الصليب الحديدي (1914) الدرجة الثانية (1 أكتوبر 1914) والدرجة الأولى (30 سبتمبر 1916) [1]
- مشبك الصليب الحديدي (1939) الدرجة الثانية (22 سبتمبر 1939) والدرجة الأولى (2 أكتوبر 1939)
- الصليب الألماني في الذهب في 11 فبراير 1943 بصفته الرائد وقائد فرقة المشاة 111 [2]
- وسام الفارس الصليبي الحديدي بأوراق البلوط والسيوف
  - صليب الفارس في 5 أغسطس 1940 بصفته أوبرست وقائد فرقة المشاة 54 [3]
  - باوراق البلوط في 6 نوفمبر 1943 كجينيرال لوتنانت وقائد 111. فرقة المشاة
  - السيوف في 23 أكتوبر 1944 كجنرال دير إنفانتري والقائد العام لـ XXXXII. ارميكوربس

### اقتباسات
1. ↑  Thomas 1998, p. 186.
2. ↑  Patzwall & Scherzer 2001, p. 368.
3. ↑  Scherzer 2007, p. 616.

### قائمة المراجع
- Patzwall, Klaus D.; Scherzer, Veit (2001). Das Deutsche Kreuz 1941 – 1945 Geschichte und Inhaber Band II [The German Cross 1941 – 1945 History and Recipients Volume 2] (بالألمانية). Norderstedt, Germany: Verlag Klaus D. Patzwall. ISBN:978-3-931533-45-8.
- Scherzer, Veit (2007). Die Ritterkreuzträger 1939–1945 Die Inhaber des Ritterkreuzes des Eisernen Kreuzes 1939 von Heer, Luftwaffe, Kriegsmarine, Waffen-SS, Volkssturm sowie mit Deutschland verbündeter Streitkräfte nach den Unterlagen des Bundesarchives [The Knight's Cross Bearers 1939–1945 The Holders of the Knight's Cross of the Iron Cross 1939 by Army, Air Force, Navy, Waffen-SS, Volkssturm and Allied Forces with Germany According to the Documents of the Federal Archives] (بالألمانية). Jena, Germany: Scherzers Militaer-Verlag. ISBN:978-3-938845-17-2.
- Thomas, Franz (1998). Die Eichenlaubträger 1939–1945 Band 2: L–Z [The Oak Leaves Bearers 1939–1945 Volume 2: L–Z] (بالألمانية). Osnabrück, Germany: Biblio-Verlag. ISBN:978-3-7648-2300-9.

| مناصب عسكرية    | مناصب عسكرية                | مناصب عسكرية    |
| --------------- | --------------------------- | --------------- |
| سبقه {{{سبقه}}} | {{{العنوان}}} {{{الأعوام}}} | تبعه {{{تبعه}}} |
| سبقه {{{سبقه}}} | {{{العنوان}}} {{{الأعوام}}} | تبعه {{{تبعه}}} |
| سبقه {{{سبقه}}} | {{{العنوان}}} {{{الأعوام}}} | تبعه {{{تبعه}}} |